# Deal with
「Deal with」（ディール ウィズ）は、OLDCODEXの楽曲。YORKE.が作詞、Ta_2が作曲を手掛けた。ユニットの13枚目のシングルとして2016年7月27日にLantisから発売された。

## 解説
本作は、ラウドなギターフレーズやデジタルサウンドに加えてデスボイスで魅了する、最高のハードロックナンバー。
テレビアニメ「SERVAMP-サーヴァンプ-」のオープニングテーマに起用されており、ヴォーカルのTa_2も声優「鈴木達央」として憂鬱のサーヴァンプ「椿」役で出演している。
「SERVAMP-サーヴァンプ-」ではエンディングテーマの「sunlight avenue」ともに主演声優2名が主題歌を担当したことになる。これはランティスが音楽提供したアニメでは珍しい例である。

## 収録曲
1. Deal with
作詞：YORKE.　作曲：Ta_2　編曲：小山 寿
2. Lead Me Not
作詞：YORKE.　作曲：Ta_2　編曲：小山 寿
3. bund
作詞：YORKE.　作曲：Ta_2　編曲：小山 寿